# US Salernitana 1919
Unione Sportiva Salernitana 1919, zkráceně jen Salernitana, je italský fotbalový klub hrající v sezóně 2025/26 ve 3. italské fotbalové lize sídlící ve městě Salerno v regionu Kampánie.
Klub byl založen již v roce 1919, ale třikrát se musel obnovit kvůli bankrotu a to v letech 1927, 2005 a 2011. Po Neapoli je druhým nejlepším klubem v regionu Kampánie. V Serii A hrály tři sezony a nejlepší umístění bylo 15. místo v 2022/23.

## Změny názvu klubu
- 1919/20 – 1921/22 – US Salernitana (Unione Sportiva Salernitana)
- 1922/23 – 1926/27 – SS Salernitanaudax (Società Sportiva Salernitanaudax)
- 1927/28 – 1942/43 – US Salernitana Fascista (Unione Sportiva Salernitana Fascista)
- 1943/44 – 1976/77 – US Salernitana (Unione Sportiva Salernitana)
- 1977/78 – 2004/05 – Salernitana Sport (Salernitana Sport)
- 2005/06 – 2010/11 – Salernitana Calcio 1919 (Salernitana Calcio 1919)
- 2011/12 – Salerno Calcio (Salerno Calcio)
- 2012/13 – US Salernitana 1919 (Unione Sportiva Salernitana 1919)

## Získané trofeje

### Vyhrané domácí soutěže
- Serie B (2×)

1946/47, 1997/98
- Serie C (4×)

1937/38, 1965/66, 2007/08, 2014/15
- Serie D (1×)

2012/13

## Soupiska
Aktuální k 1. 2. 2024
| Číslo |            | Pozice | Hráč                     |
| ----- | ---------- | ------ | ------------------------ |
| 1     | Itálie     | B      | Vincenzo Fiorillo        |
| 3     | Chorvatsko | O      | Domagoj Bradarić         |
| 4     | Řecko      | Z      | Triantafyllos Pasaridīs  |
| 5     | Německo    | O      | Jérôme Boateng           |
| 6     | Francie    | Z      | Junior Sambia            |
| 7     | Argentina  | Z      | Agustín Martegani        |
| 9     | Nigérie    | Ú      | Simy                     |
| 10    | Ghana      | Ú      | Boulaye Dia              |
| 11    | Francie    | Z      | Iron Gomis               |
| 13    | Mexiko     | B      | Guillermo Ochoa          |
| 14    | Izrael     | Ú      | Shon Weissman            |
| 17    | Argentina  | O      | Federico Fazio (kapitán) |
| 18    | Mali       | Z      | Lassana Coulibaly        |
| 19    | Jamajka    | Ú      | Trivante Stewart         |
| 20    | Kypr       | Z      | Grīgorīs Kastanos        |
| 22    | Nigérie    | Ú      | Chukwubuikem Ikwuemesi   |

| Číslo |            | Pozice | Hráč              |
| ----- | ---------- | ------ | ----------------- |
| 23    | Slovensko  | O      | Norbert Gyömbér   |
| 24    | Argentina  | O      | Marco Pellegrino  |
| 25    | Itálie     | Z      | Giulio Maggiore   |
| 26    | Chorvatsko | Z      | Toma Bašić        |
| 27    | Itálie     | Z      | Niccolò Pierozzi  |
| 28    | Tunisko    | O      | Dylan Bronn       |
| 33    | Francie    | Z      | Loum Tchaouna     |
| 40    | Itálie     | O      | Emanuele Elia     |
| 44    | Řecko      | O      | Kōstas Manōlas    |
| 55    | Itálie     | Z      | Emanuel Vignato   |
| 56    | Francie    | B      | Benoît Costil     |
| 59    | Itálie     | O      | Alessandro Zanoli |
| 87    | Itálie     | Z      | Antonio Candreva  |
| 98    | Itálie     | O      | Lorenzo Pirola    |
| 99    | Polsko     | Z      | Mateusz Łęgowski  |

## Historie
Klub byl založen díky člověku Matteo Schiavone 19. června 1919 jako US Salernitana. V roce 1922 se klub spojil s klubem Sporting Clubem Audax Salerno a vznikl tak klub Società Sportiva Salernitanaudax. Klub vydržel do roku 1925. Kvůli hádkám uvnitř klubu se činnost zastavila. Na sezonu 1927/28 se spojil s dvěma kluby (Campania Foot-Ball Club a Libertas) a vznikl název Unione Sportiva Salernitana Fascista. Po 2. světové válce hrál osm let ve druhé lize a poté do roku 1966 ve třetí lize. Po roce ve druhé lize se opět vrátil do třetí ligy, kterou hrály do roku 1990. První sezona v Serii A byla 1998/99, jenže sezona dopadla špatně a sestoupil.
Po sezoně 2004/05 se klub dostal do finančních potíží a vyhlásil bankrot. V létě roku 2005 je založen klub nový Salernitana Calcio 1919 a začal hrát ve třetí lize. Další finanční krach přišel po sezoně 2010/11, ale opět byl v létě roku 2011, díky lidem Marcoa Mezzaroma a Claudia Lotita (vlastnil i klub Lazio) založili Salerno Calcio. Dne 12. července 2012 klub získal stoletou historii klubu a přejmenoval se na US Salernitana 1919. Do nejvyšší ligy se znovu vrátil po 22 letech (2021/22), ve které se zachránil a v příští sezoně obsadil nejlepší umístění a to 15. místo.

## Účast v ligách
| Úroveň soutěže | Název soutěže (nynější název) | První hraná sezona | Poslední hraná sezona | celkem odehraných sezon |
| -------------- | ----------------------------- | ------------------ | --------------------- | ----------------------- |
| 1              | Serie A                       | 1947/48            | 2023/24               | 5                       |
| 2              | Serie B                       | 1938/39            | 2024/25               | 32                      |
| 3              | Serie C                       | 1927/28            | 2014/15               | 57                      |
| 4              | Serie D                       | 2012/13            | 2012/13               | 1                       |
| 5              | Eccellenza                    | 2011/12            | 2011/12               | 1                       |

Historická tabulka Serie A od sezony 1929/30 do 2023/24.
| Celkové místo | Odehraných sezon | Celkem bodů | Celkem zápasů | Celkem výher | Celkem remíz | Celkem proher | Celkové skore |
| ------------- | ---------------- | ----------- | ------------- | ------------ | ------------ | ------------- | ------------- |
| 53            | 5                | 162         | 188           | 41           | 52           | 95            | 196:335       |

## Fotbalisté

### Historické statistiky
| Počet utkání | Počet utkání      | Počet utkání |  | Počet branek | Počet branek      | Počet branek |
| Pořadí       | Jméno             | Počet        |  | Pořadí       | Jméno             | Počet        |
| 1.           | Luca Fusco        | 252          |  | 1.           | Giovanni Pisano   | 61           |
| 2.           | Roberto Breda     | 240          |  | 2.           | David Di Michele  | 48           |
| 3.           | Claudio Grimaudo  | 173          |  | 3.           | Arturo Di Napoli  | 35           |
| 4.           | Evans Soligo      | 173          |  | 4.           | Antonio Giorgetti | 34           |
| 5.           | Francesco Tudisco | 169          |  | 5.           | Massimo Coda      | 33           |

### Rekordní přestupy
| Nákup  | Nákup             | Nákup     | Nákup       | Nákup         |  | Prodej | Prodej                 | Prodej    | Prodej    | Prodej         |
| Pořadí | Jméno             | sezona    | klub        | částka        |  | Pořadí | Jméno                  | sezona    | klub      | částka         |
| 1.     | Boulaye Dia       | 2023/2024 | Villarreal  | 12 mil. Euro  |  | 1.     | Éderson                | 2022/2023 | Atalanta  | 21,4 mil. Euro |
| 2.     | Matteo Lovato     | 2022/2023 | Atalanta    | 7 mil. Euro   |  | 2.     | Jean-Daniel Akpa-Akpro | 2020/2021 | Lazio     | 12,7 mil. Euro |
| 3.     | Éderson           | 2020/2021 | Corinthians | 6,5 mil. Euro |  | 3.     | Gennaro Gattuso        | 1999/2000 | Milán     | 8 mil. Euro    |
| 4.     | Lorenzo Pirola    | 2023/2024 | Inter       | 5 mil. Euro   |  | 4.     | Rigobert Song          | 1998/1999 | Liverpool | 3,39 mil. Euro |
| 5.     | Flavious Daniliuc | 2022/2023 | Nice        | 5 mil. Euro   |  | 5.     | Nicola Corrent         | 2001/2002 | Milán     | 3,62 mil. Euro |

### Na velkých turnajích

#### Účastníci Mistrovství světa
- Boulaye Dia (MS 2022)
- Krzysztof Piątek (MS 2022)
- Dylan Bronn (MS 2022)

#### Účastník Mistrovství Evropy
- Norbert Gyömbér (ME 2024)

#### Účastníci Afrického poháru národů
- Lassana Coulibaly (APN 2021)
- Lassana Coulibaly (APN 2023)
- Jovane Cabral (APN 2023)

#### Účastník Olympijských her
- Ighli Vannucchi (OH 2000)

## Česka stopa

### Hráči
- Václav Koloušek (1997–2000)
- Jaroslav Šedivec (2010/11)

### Trenér
- Zdeněk Zeman (2001/02 – 2002/03)